# Creature Shock Radio
Creature Shock Radio ist das zweite Studioalbum der, von Paul Affeld 1998 gegründeten, Berliner Hip-Hop-Band Puppetmastaz. Es wurde im Jahr 2005 veröffentlicht.

## Entstehungsgeschichte
Das erste Puppetmastaz-Album Creature Funk erhielt gute Rezensionen in der Hip-Hop Szene und wurde als Lichtblick des Genres gesehen. Die Band hatte außerdem vielbeachtete Auftritte, unter anderem auf dem Roskilde-Festival und auf dem Sónar in Barcelona. Dennoch verlor die Band 2004 ihren Plattenvertrag bei der EMI Group. Sie wechselten anschließend zu Louisville Records (unter anderem Jeans Team). Dort erschien 2005 das zweite Album Creature Shock Radio. Das Album wurde von Bomb 20, Joe Honda, N1tro sowie Patric Catani (E-De-Cologne), den Musikproduzenten hinter Puppetmastaz, produziert. Bandleader Paul Affeld baute die Puppen und rappte neben anderen Musikern wie Max Turner zu den Songs, zu dem er und andere Bandmitglieder die Texte beitrugen.  Neben einer normalen CD- und LP-Version erschien ebenfalls eine CD mit einer DVD, die Sketche, Musikvideos und Interviews enthält.

## Titelliste
1. We Back – 1:54
2. Bigger the Better – 3:16
3. Midi Mighty Moe – 3:54
4. Break a Bottle – 2:56
5. Skit: Station ID – 0:12
6. Jukebox – 3:14
7. Martian Juice – 3:27
8. Do the Swamp – 3:18
9. Puppetmad – 3:28
10. Skit: Telephone Audition – 0:52
11. J.R. Blenda – 3:32
12. Spitwalk – 3:08
13. Feel Bad? – 4:09
14. Skit: Save the Chewchilla Monkeys – 0:24
15. Pretending Early Morning – 4:35
16. Mastaplan feat. MC Soom T – 2:53

- Die Lieder 3, 7, 8 & 9 wurden von Patric Catani produziert.
- Die Lieder 1, 11, 13, 15 & 16 produzierte Bomb 20.
- Die Lieder 2, 4, 12 & 6 produzierte N1tro mit Hilfe von Joe Honda

## Musikstil und Texte
Wie bei den vorigen Veröffentlichungen handelt es sich bei Creature Shock Radio um eine Satire auf den Hip-Hop. Die Texte werden Handpuppen in den Mund gelegt, die vor allem Klischees ausbreiten. Die Handpuppen stellen dabei Typen von Rappern dar. So ist der Maulwurf Mr. Maloke beispielsweise der Anführer der Posse, während Panic the Pig durch gewalttätige Texte auffällt. Die Texte der Puppencrew richten sich wie beim Vorgänger wieder gegen Menschen, diesmal aber auch gegen eigene Probleme und Aggressionen (z. B. in Midi Mighty Moe und Spitwalk). Beim Lied Mastaplan bekommen die Puppen Unterstützung von der menschlichen Rapperin Soom T. Musikalisch handelt es sich vornehmlich um Old School Hip-Hop. Allerdings werden auch verschiedene Trends im Hip-Hop angesprochen, so unter anderem Contemporary R&B, Toasting und Crooning.

## Singles

### Bigger the Better
Bigger the better erschien als CD-Single und auf Vinyl. Es wurde auch ein Musikvideo zum Lied gedreht.
1. Bigger the Better – 3:16
2. What U Need – 3:15
3. Mastaplan – 2:53 (nur auf LP-Version)
4. Quick To – 3:45

### Do the Swamp
Do the Swamp erschien nur als Vinyl-Remix auf 7’’. Die B-Seite enthält das Lied Midi Mighty Moe.